# 阿尔伯皮埃尔-布勒东
阿尔伯皮埃尔-布勒东（法語：Albepierre-Bredons，法語發音：[albəpjɛʁ bʁədɔ̃]）是法国康塔尔省的一个市镇，位于该省中东部，属于圣弗卢尔区。

## 地理
阿尔伯皮埃尔-布勒东（45°4'39"N, 2°49'55"E）面积34.42 平方千米，位于法国奥弗涅-罗讷-阿尔卑斯大区康塔爾省，该省份为法国中南部省份，位于法國中央高原中心，北起科雷兹省、上盧瓦爾省和多姆山省，西接洛特省和科雷兹省，南至阿韦龙省和洛特省，东临上盧瓦爾省和洛泽尔省。
与阿尔伯皮埃尔-布勒东接壤的市镇（或旧市镇、城区）包括：布勒宗、拉沙佩勒达拉尼翁、拉韦斯内、拉韦西耶尔、波亚克、圣雅克德布拉、米拉。
阿尔伯皮埃尔-布勒东的时区为UTC+01:00、UTC+02:00（夏令时）。

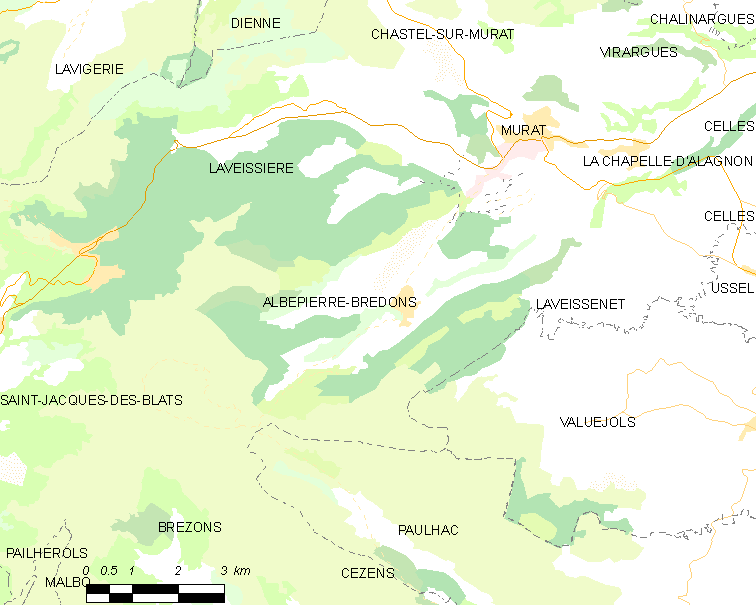
阿尔伯皮埃尔-布勒东的OSM定位图

## 行政
阿尔伯皮埃尔-布勒东的邮政编码为15300，INSEE市镇编码为15025。

## 政治
阿尔伯皮埃尔-布勒东所属的省级选区为米拉县。

## 交通
康塔尔省省道D39线和D239线在市中心交汇。

## 人口

1962-2008年间阿尔伯皮埃尔-布勒东人口变化图示

阿尔伯皮埃尔-布勒东于2022年1月1日时的人口数量为240人。